# タバスコ・オルメクス
タバスコ・オルメクス (英語: Tabasco Olmecs、オルメカス・デ・タバスコ (スペイン語: Olmecas de Tabasco) は、メキシコ合衆国タバスコ州ビヤエルモサに本拠地を置くリーガ・メヒカーナ・デ・ベイスボルのプロ野球チームである。本拠地球場はエスタディオ・センテナリオ・ベインティスィエテ・デ・フェブレロ。
1975年にリーガ・メヒカーナ・デ・ベイスボルのチームとなり、プレーオフには10シーズン進出し、1993年には唯一のリーグ優勝を果たしている。2020年までは、マイナーリーグのAAA級ステータスを与えられていた。
同クラブでは、男子野球チームをロス・オルメカス（Los Olmecas）、女子ソフトボールチームをラス・オルメカス（Las Olmecas）と呼んでいる。